# Momotus aequatorialis
Momotus aequatorialis là một loài chim trong họ Momotidae.